# Кастелфолит дел Бош
 Тази статия е за Кастелфолит дел Бош.  За други селища с това име вижте Кастелфолит.  
Кастелфолит дел Бош (на каталонски: Castellfollit del Boix) е село в провинция Барселона и автономна област Каталония, Испания. Съществува от 1836 година, макар че на същото място и в околностите е имало отделни постройки от векове (и до ден днешен остават руините от замък, манастири, църкви)..
Площта на общината е 58,9 км2, а населението към 2021 г. възлиза на 448 души.
Отстои на около 60 км от Виланова и ла Желтру на брега на Балеарско море и на около 70 км от центъра на Барселона.
Една от местните забележителности е църквата „Св. Петър“ (Сант Пере) от първата половина на ХI в. – в романски стил с готически добавки.
Слави се с производството на бял боб и през октомври дори има панаир, посветен на варивото.